# Mario Robotti
Mario Robotti, né en 1882 et mort en 1955, est un militaire italien, officier de l'armée royale italienne et commandant militaire en Slovénie, puis en Yougoslavie occupée, durant la Seconde Guerre mondiale.

## Durant la Seconde Guerre mondiale
Commandant du XIe corps d'armée italienne au moment de l'invasion de la Yougoslavie en avril 1941 par l'Italie fasciste et l'Allemagne nazie, Robotti devient le responsable militaire de la province de Ljubljana, la région de l'actuelle Slovénie annexée par l'Italie. Il se montre partisan de la manière forte face aux insurrections et entre en conflit avec Emilio Grazioli (it), gouverneur de la province, qu'il trouve trop modéré, se plaignant de la trop grande place accordée aux organisations du parti fasciste au détriment de l'armée.
Le 19 janvier 1942, il obtient de Mussolini de pouvoir déclarer toute la province zone d'opérations militaires pour mieux combattre les Partisans slovènes. Il fait couper la ville de Ljubljana du reste du territoire en la faisant entourer d'un réseau de fil de fer barbelé et ouvre des camps de détention, faisant arrêter pour interrogatoire près de 20 000 personnes et appliquant avec beaucoup de zèle les instructions de Mario Roatta, commandant italien en Yougoslavie, sur les méthodes de répression et les rafles d'otage. La brutalité de la répression fait environ 9 000 morts en Slovénie occupée entre 1941 et 1943.
En 1942, Robotti met sur pied la branche slovène de la Milice volontaire anti-communiste et reçoit le concours de l'évêque de Ljubljana, Mgr Gregorij Rožman, pour faire participer les milieux catholiques slovènes à la lutte contre les communistes. Il mène en octobre une offensive contre les Partisans slovènes avec l'aide de la Wehrmacht et des Oustachis, obligeant les insurgés à abandonner une partie de leur territoire « libéré » en Slovénie.
En février 1943, il remplace Mario Roatta à la tête de la Seconde armée italienne, devenant le commandant de l'ensemble des forces militaires italiennes en Yougoslavie occupée. Sa nomination intervient alors que Mussolini modifie la chaîne de commandement pour reprendre la main et écarter les responsables qu'il juge insuffisamment pro-Allemands. Il reçoit par ailleurs de la part de Mussolini l'instruction de ne livrer aux Allemands aucun Juif des zones italiennes en Yougoslavie, quitte à inventer des prétextes pour ne pas céder aux desiderata de Hitler. Robotti demeure chef des troupes italiennes en Yougoslavie jusqu'à la capitulation de l'Italie en septembre 1943, date à laquelle les zones d'occupation italiennes sont envahies par les Allemands. Ceux-ci capturent alors une grande partie de leurs anciens alliés, dont la quasi-totalité de la Seconde armée.